# Seznam nizozemskih filozofov
Seznam nizozemskih filozofov.

## A
- Rodolf Agricola (Rodolphus Agricola)
- Hans Achterhuis

## B
- Isaac Beeckman
- Evert Willem Beth
- Johannes Diderik Bierens de Haan (1866 – 1943)
- Herman Boerhaave
- Adriaan Florenszoon Boeyens
- Titus Brandsma
- Luitzen Egbertus Jan Brouwer

## C
- Dirck Coornhert

## D
- Herman Dooyeweerd

## E
- Franciscus van den Enden
- Erazem Rotterdamski

## G
- Gerhard Groote (Geert Groote)
- Hugo Grotius

## H
- Tiberius Hemsterhuis
- Gerardus Heymans
- Arend Heyting
- Johan Huizinga

## J
- Cornelius Otto Jansen

## M
- Marsilij iz Inghena
- Jacob Moleschott

## N
- Bernard Nieuwentyt

## O
- Cornelis Willem Opzoomer

## P
- Antonie Pannekoek
- Leo Polak

## R
- Henricus Regius

## S
- Anna Maria van Schurman
- Baruch Spinoza
- Jan Swammerdam